# Kalendar Orion
Kalendar Orion arheološki je nalaz iz Vinkovaca, keramička posuda (terina) s urezanim ornamentima, prepoznata kao najpotpuniji astralni kalendar u Europi. Kalendar se nalazi u fondu Zagrebačkog muzeja za umjetnost i obrt.

## Datiranje
Pripada vučedolskoj kulturi (2800. – 2600. pr. Kr.). Pronađen je 21. ožujka 1978. godine tijekom arheoloških iskopavanja u Vinkovcima, na lokalitetu današnjeg hotela Slavonija. Pronašao ga je arheolog Aleksandar Durman.

## Opis i struktura
Posuda je ukrašena horizontalnim trakama s urezanim simbolima. Ove trake predstavljaju četiri godišnja doba. Svaka traka podijeljena je na 12 polja, koja odgovaraju 12 tjedana. Svako drugo polje je ukrašeno. Kalendar se temelji na izlasku i zalasku određenih zviježđa (helijakalni izlasci/zalasci) i njihovom položaju na noćnom nebu.
Služio je kao kalendar zasnovan na promatranju zviježđa s područja na kojem se Vinkovci nalaze (45. paralela). Durman je 1998. godine, 20 godina nakon pronalaska, dešifrirao njihovo značenje, utvrdivši da je riječ o simboličkom prikazu noćnog neba.

### Simbolika zviježđa i godišnjih doba
- Proljeće: Zviježđe Orion i Sunce. Značaj: Početak nove godine vučedolske kulture na proljetnu ravnodnevnicu, kada Orion simbolički "nestaje" s neba, a Sunce postaje dominantno. Orion je smatran "zimskim noćnim Suncem" i simbolom besmrtnosti.
- Ljeto: Zviježđa Plejade, Kasiopeja i Labud.
- Jesen: Zviježđa Plejade, Blizanci te kombinacija prikaza Riba i Pegaza.
- Zima: Plejade, Blizanci, Ribe/Pegaz, Kasiopeja i dominantno zimsko zviježđe Orion.

## Vanjske poveznice
- povijest.hr